# Vlčince
Vlčince jsou největší sídliště v Žilině. Výstavba začala v roce 1971 a byla ukončena v roce 1982 podle projektu architekta Emila Galovského. Sídliště sestává ze čtyř menších částí označených Vlčince I. až IV. Nachází se zde 7 500 bytů, v nichž bydlí 18 242 obyvatel (stav 31. 10. 2019).
V 30. letech 20. století zde bylo vojenské letiště, později civilní, ze kterého v letech 1946–1948 létala pravidelná letecká linka do Bratislavy. Později se prostory uvolnily pro rozrůstající se město. Od roku 1971 se začaly budovat první panelové domy až do roku 1982, kdy byla výstavba ukončena.
Na sídlišti bylo pět základních škol, několik mateřských škol, nákupní středisko, obchody, poliklinika, policie, tranzitní telefonní ústředna, pošta, domov důchodců, bytové družstvo, benzínová pumpa, pozdější přibyl Slovenský energetický dispečink, dvě veľkogaráže, obchodní dům Nay a katolický Kostel Sedmibolestné Panny Marie a řeckokatolická cerkev. Sídliště Vlčince je samostatná římskokatolická farnost.
Od roku 2005 se pokračovalo v budování bytové výstavby Vlčince V a Rezidence Lesopark. Dokončila se výstavba víceúčelového objektu (i byty) Renox. Od roku 2007 probíhala na Obchodní ulici výstavba 22-podlažního polyfunkčního komplexu Europalace, který se stal nejvyšší stavbou sídliště. Mezi stavbou Europalace a poliklinikou vyrůstla nová 12-patrová budova The Cube. Také byla asanovaná ZŠ Moskevská a na jejím místě byl postaven obytný soubor Zelené Vlčince.
Na sídlišti, na Dobšinského ulici je situován ovocný sad, který nese jméno Pavla Dobšinského. Jde o sadovnické ztvárnění a přetvoření prostoru ve vnitrobloku. Na Dobšinského ulici byla v minulosti nevyužitá asfaltová plocha. Z iniciativy žilinské zastupitelky Ivety Martinkové vznikla myšlenka realizace ovocného sadu. Primární myšlenkou revitalizace a přeměny hřiště je ovocný sad na sídlišti. Prostor je členěn na různé sektory, v nichž jsou ovocné stromy zasazeny podle růstového typu. Autory projektu jsou krajinní architekti Marek Sobola a Katarína Sučíková. Park byl otevřen na podzim 2018. 
Sídliště má trolejbusovou dopravu a je na napojené na trolejbusovou síť ze tří různých směrů. Přes sídliště Vlčince jezdí tyto trolejbusové linky: 1, 4, 5, 6, 7, 14 a autobusové linky č. 20 a 30. Sídliště Vlčince se po více než třiceti letech opět přebudovává a mění se jeho původní tvář. Z původní osady Vlčince, která byla nakreslená na nejstarší mapě Žiliny z roku 1747, zůstal jen název.